# Hyacinthe-Louis de Quélen

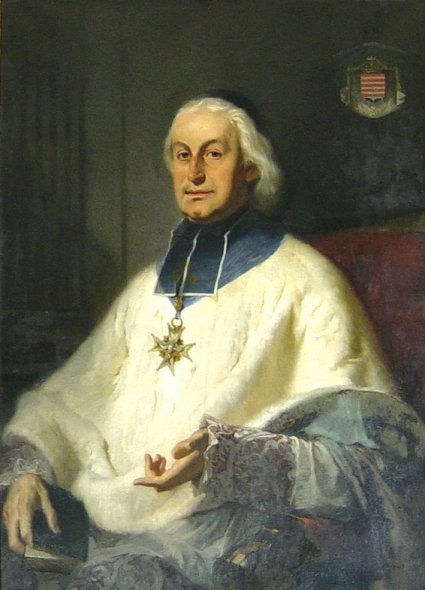
Portret van Hyacinthe-Louis de Quélen.

Hyacinthe-Louis de Quélen (Parijs, 8 oktober 1778 - aldaar, 31 december 1839) was een Frans geestelijke en van 1821 tot aan zijn dood aartsbisschop van Parijs.

## Levensloop
De Quélen stamde uit een Bretonse adellijke familie en studeerde aan het Collège de Navarre. Nadat hij in 1807 tot priester werd gewijd, was hij tot in 1808 vicaris-generaal van Saint-Brieuc. Vervolgens werd hij secretaris van kardinaal Joseph Fesch, de oom van Napoleon Bonaparte. Toen deze laatste na de Restauratie van het huis Bourbon in 1814 verbannen werd, werd hij aangesteld tot beheerder van de Église Saint-Sulpice en de militaire hospitalen in Parijs. Onder de Bourbons was hij achtereenvolgens spiritueel directeur van de scholen, van 1817 tot 1819 vicaris-generaal en van 1819 tot 1821 coadjutor in het aartsbisdom Parijs.
Op 20 oktober 1821 volgde hij Alexandre Angélique de Talleyrand-Périgord op als aartsbisschop van Parijs. Als goed prediker genoot hij bescherming van koningen Lodewijk XVIII en Karel X, maar hij behield een grote mate van onafhankelijkheid. Als lid van de Kamer van Pairs, waar hij van 1822 tot 1830 als pair van Frankrijk deel van uitmaakte, verzette hij zich tegen de verschuiving van de staatsschuld naar de middenklasse. Als lid van de Académie française, hetgeen hij was sinds 1824, lauwerde hij publiekelijk François René de Chateaubriand, die in die periode in ongenade was gevallen. Terwijl hij de hoeksteen van de Chapelle expiatoire zegende, pleitte hij tevergeefs voor amnestie aan verbannen leden van de Nationale Conventie. Ook gold hij als een tegenstander van de ordinantie van 1828, waarbij de Jezuïeten werden ontbonden en het rekruteren van nieuwe geestelijken ingeperkt werd.
Hoewel de Quélen de koninklijke ordinantie van juli 1830, die het herstel van de absolute monarchie voorzag en de rechtstreekse aanleiding tot de Julirevolutie vormde, niet steunde, gold hij na de troonbestijging van koning Lodewijk Filips I van Frankrijk als een legitimist. Afgezien van zijn officiële verplichtingen, hield hij zich vanaf dan enkel nog bezig met zijn bisschoppelijke taken, zoals het bezoeken van de parochies van zijn aartsbisdom, het toezicht op de religieuze opvoeding van gerekruteerde militairen en de organisatie van de Kerk. Toen er in 1832 een choleraepidemie uitbrak in Parijs, liet hij de seminaries in zijn aartsbisdom ombouwen tot hospitalen en stichtte hij met eigen geld een weeshuis voor kinderen van choleraslachtoffers.
Op 14 februari 1831 hield hij in de Église Saint-Germain-l'Auxerrois een mis ter nagedachtenis van de elf jaar eerder vermoorde Karel Ferdinand van Berry, een symboolfiguur van de Restauratie. Dit leidde tot gewelddadig massaprotest in Parijs, waarbij het bisschoppelijk paleis, dat reeds tijdens de Julirevolutie van 1830 beschadigd was geweest, volledig verwoest werd. Vervolgens resideerde hij voor de rest van zijn ambtsperiode in het klooster van de Zusters van Sacré-Coeur. Ook weigerde hij abt Henri Grégoire, een van de architecten van de Constitution civile du clergé, de laatste sacramenten te geven.
De Quélen overleed op Oudejaarsavond 1839, hij was 61 jaar oud.
- Biblioteca Nacional de España: XX1407108
- Bibliothèque nationale de France: cb10735806g (data)
- Gemeinsame Normdatei: 1019742909
- International Standard Name Identifier: 0000 0000 0225 1349
- Library of Congress Control Number: no2011171713
- Nederlandse Thesaurus van Auteursnamen: 128188502
- Système universitaire de documentation: 103164987
- Virtual International Authority File: 56600848
- WorldCat: E39PBJfRBpjybBRphVK8RrKmVC